# Günter Krauß
Günter Krauß (* 27. April 1951) ist ein deutscher Jurist. Er war von 1996 bis 2015 Richter am Bundesverwaltungsgericht.

## Leben und Wirken
Krauß studierte Rechtswissenschaften in Würzburg. Nach Abschluss seiner juristischen Ausbildung wirkte er zunächst ab 1979 als Rechtsrat bei der Stadt Erlangen. 1982 erfolgte seine Ernennung zum Oberrechtsrat, 1986 zum Verwaltungsdirektor.
Nach seiner Ernennung zum Richter am Bundesverwaltungsgericht im Dezember 1996 wies das Präsidium Krauß zunächst dem u. a. für das Recht zur Regelung offener Vermögensfragen zuständigen 8. Revisionssenat zu. Ab Mai 2004 gehörte Krauß dem 7. Revisionssenat an, der insbesondere für das Immissionsschutzrecht, das Wasserrecht und das Schienenwegerecht zuständig ist. Krauß trat am 31. Mai 2015 in den Ruhestand.
Krauß war über mehrere Jahre Vorsitzender des „Vereins der Bundesrichter beim Bundesverwaltungsgericht e.V.“ und im Vorstand des Vereins „Kunst & Justiz im Bundesverwaltungsgericht e.V.“ engagiert.